# Gunter Sachs
Fritz Gunter Sachs, född 14 november 1932 på Schloss Mainberg utanför Schweinfurt, Bayern, död 7 maj 2011 i Gstaad, kantonen Bern, Schweiz, var en tysk företagsledare, playboy, fotograf, regissör och konstsamlare.

## Biografi
Gunter Sachs var yngste son till den tyske industrialisten Willy Sachs som ägde Fichtel & Sachs; modern Elinor von Opel tillhörde adelsätten von Opel som grundat bilföretaget Opel. Efter faderns självmord 1958 ärvde han företaget tillsammans med brodern Ernst Wilhelm Sachs (1929–1977) som kom att sköta företaget. Under 1980-talet sålde Gunter Sachs sina andelar i familjeföretaget. Under 1960-talet blev Gunter Sachs omtalad i pressen på grund av sin extroverta livsstil och fick därmed epitet som playboy. Från 1970-talet gjorde han sig ett namn som fotograf. 
Gunter Sachs var framgångsrik i sporten bob där han blev junioreuropamästare. Han tävlade också i sporten Cresta Run vilken har vissa likheter med sporten bob. Han var engagerad i bobklubben i Sankt Moritz och dess ordförande 1969-2011.  
Sachs första fru Anne-Marie Faure avled 1958 i samband med en operation där distributionen av narkosgas fallerade. Gunter Sachs var 1966–1969 gift med Brigitte Bardot. Bardot skriver i sin självbiografi "Initiales BB" att Sachs hade slagit vad med en vän om att Bardot skulle säga ja till hans frieri och att deras äktenskap därför inte var byggt på kärlek. Från 1969 och till sin död 2011 var han gift med svenskan Mirja Larsson som han hade sönerna Christian Gunnar och Claus Alexander tillsammans med. Han hade också en tredje son, Rolf, från sitt första äktenskap. Sachs begick självmord genom att skjuta sig i sin bostad i Gstaad. 

### Webbkällor
- Waterfield, Bruno (8 maj 2011). ”Gunter Sachs, former husband of Brigitte Bardot, shoots himself in Swiss chalet” (på engelska). The Telegraph. http://www.telegraph.co.uk/news/worldnews/europe/switzerland/8501271/Gunter-Sachs-former-husband-of-Brigitte-Bardot-shoots-himself-in-Swiss-chalet.html. Läst 15 maj 2011.